# Белоголовцев, Дмитрий Владимирович
Дми́трий Влади́мирович Белоголо́вцев (род. 26 ноября 1973, Львов, Украинская ССР, СССР) — российский артист балета, солист Большого театра. Народный артист России (2008).

## Биография
В 1992 году окончил Московское академическое хореографическое училище по классу профессора Александра Бондаренко. В 1992—2012 годах — в труппе московского Большого театра. В 1995 году получил высшее образование, закончив Московский хореографический институт (курс Александра Бондаренко).
Принимал участие в различных международных проектах, танцуя с Ниной Ананиашвили, Надеждой Грачёвой, Анной Антоничевой. В 2000—2004 годах выступал в антрепризе Нины Ананиашвили и Алексея Фадеечева, где исполнял главные партии в балетах Стэнтона Уэлча «Green», «Между небом и землей» и Алексея Ратманского «Прелести маньеризма» и «Сны о Японии».
В 2000-м году за исполнение главной мужской партии в балете «Послеполуденный отдых фавна» был выдвинут на соискание театральной премии «Золотая маска» в номинации «лучшая роль в балете». В 2003 году за исполнение партии Ферхада («Легенда о любви») был выдвинут на соискание приза «Бенуа танца».
В 2004 году вместе с Сергей Филиным и Анной Антоничевой выступил в спектакле Театра имени Маяковского «Любовь глазами сыщика».

## Репертуар (основные партии)
- 1993 — «Жизель», редакция Юрия Григоровича — Вставное па де де
- 1993 — «Спящая красавица», редакция Юрия Григоровича — Голубая птица
- 1993 — «Чиполлино», балетмейстер Генрих Майоров — Садовник-кактус
- 1994 — «Золотой век», балетмейстер Юрий Григорович — Яшка
- 1995 — «Спартак», балетмейстер Юрий Григорович — Спартак
- 1995 — «Легенда о любви», балетмейстер Юрий Григорович — Ферхад
- 1996 — «Ромео и Джульетта», хореография Леонида Лавровского — Тибальд и Ромео
- 1996 — «Укрощение строптивой», хореография Джона Крэнко — Петруччио
- 1996 — «Лебединое озеро», балетмейстер Владимир Васильев — Король
- 1997 — «Сильфида», хореография Августа Бурнонвиля, постановка Э. М. фон Розен — Джеймс
- 1997 — «Дон Кихот», редакция Юрия Григоровича — Базиль
- 1998 — «Моцартиана», хореография Д. Баланчина — Солист — первый исполнитель
- 1998 — «Спящая красавица», редакция Юрия Григоровича — Принц Дезире
- 1999 — «Дон Кихот», редакция Алексея Фадеечева — Базиль
- 1999 — «Раймонда», редакция Юрия Григоровича — Абдерахман
- 1999 — «Симфония до мажор», хореография Джорджа Баланчина — Солист IV части — первый исполнитель
- 1999 — «Агон», хореография Джорджа Баланчина — Па де де — первый исполнитель
- 2000 — «Русский Гамлет», балетмейстер Борис Эйфман — Фаворит
- 2000 — «Раймонда», редакция Юрия Григоровича — Жан де Бриен
- 2000 — «Послеполуденный отдых фавна», хореография Джерома Роббинса — Солист — первый исполнитель
- 1998 — «Сны о Японии», балетмейстер Алексей Ратманский — Солист
- 2000 — «Дочь фараона», балетмейстер Пьер Лакотт — Таор
- 2001 — «Лебединое озеро», балетмейстер Юрий Григорович (2-я редакция) — Злой гений
- 2002 — «Собор Парижской богоматери», хореография Ролана Пети — Квазимодо
- 2004 — «Баядерка», редакция Юрия Григоровича — Солор
- 2004 — «Магриттомания», балетмейстер Юрий Посохов — Ведущий солист — первый исполнитель
- 2005 — «Сон в летнюю ночь», балетмейстер Джон Ноймайер— Тезей (Оберон)
- 2006 — «Золушка», балетмейстер Юрий Посохов — Принц
- 2007 — «Корсар», хореография Мариуса Петипа, постановка и новая хореография Алексея Ратманского и Юрия Бурлаки — Конрад

## Звания и награды
- 1993 — Лауреат Международного конкурса артистов балета в Москве (III премия)
- 1998 — Лауреат Международного конкурса артистов балета в Джексоне (США) (II премия)
- 1998 — Заслуженный артист Российской Федерации[2]
- 2004 — Благодарность Министра культуры Российской Федерации — за успешное проведение гастролей в Парижской национальной опере[3]
- 2005 — Приз журнала «Балет» «Душа танца» в номинации «Звезда»
- 2008 — Народный артист Российской Федерации[4]